# Agrilus cupreonitens
Agrilus cupreonitens es una especie de insecto del género Agrilus, familia Buprestidae, orden Coleoptera. Fue descrita por Fisher, 1928.
Se alimenta de leguminosas. Se encuentra en el sur de Texas y en México.